# 梅赫纳加尔
梅赫纳加尔（Mehnagar），是印度北方邦Azamgarh县的一个城镇。总人口13319（2001年）。

## 人口
该地2001年总人口13319人，其中男性6877人，女性6442人；0—6岁人口2449人，其中男1264人，女1185人；识字率63.04%，其中男性为72.30%，女性为53.15%。